# Adrian Newey
Adrian Martin Newey (Stratford-upon-Avon, Reino Unido; 26 de diciembre de 1958) es un ingeniero británico. Desde marzo de 2025 trabaja para la escudería británica Aston Martin, con el puesto de Socio Técnico Director en el departamento de Aerodinámica de la escudería del equipo en F1. Además, ostenta el cargo de copropietario de la escudería verde.
Ha trabajado tanto en Fórmula 1 como en IndyCar como ingeniero de carrera, ingeniero de aerodinámica, diseñador y director técnico, habiendo logrado éxitos en ambas categorías. Considerado como el padre de los ingenieros en la Fórmula 1, Newey inspiró diseños que han ganado numerosos títulos y casi 80 grandes premios, dominando gran parte de los años 1990. Abandonó McLaren en 2005 tras cuatro años de especulaciones sobre su marcha. 
En noviembre de 2005 se confirmó su llegada al equipo Red Bull Racing para el año siguiente donde ha desempeñado como diseñador en jefe de Red Bull, consiguiendo una aerodinámica increíble hasta conseguir el título de pilotos y constructores de 2010 a 2013, y de 2021, 2022 y 2023.  El 1 de mayo de 2024 por medio de la página oficial del equipo Red Bull Racing de Fórmula 1, se anunció que el director técnico dejaría el equipo después de casi 2 décadas en el primer trimestre de 2025. Hasta entonces, dejó de trabajar en el proyecto de Fórmula 1 y se centró en terminar el primer Le Mans Hypercar (LMH) en el que trabajaba la marca de bebidas energéticas. El 10 de septiembre del año 2024 se confirmó su paso a la escudería Aston Martin.

## Sus comienzos
En 1983 se trasladó al proyecto March IndyCar y comenzó a trabajar en el coche del año siguiente. Una vez más, su diseño probó ser altamente competitivo ganando siete carreras, incluyendo la famosa Indy 500. El chasis 85C lograría el título de CART al año siguiente con Al Unser, aumentando rápidamente su reputación como diseñador aún más cuando Bobby Rahal repitió el triunfo en 1986 y 1987. Trabajando como diseñador e ingeniero de carrera, Newey estableció una fuerte amistad con Rahal.
Newey abandonó March para regresar a Europa, uniéndose al equipo FORCE de Fórmula 1 en un esfuerzo por mejorar su suerte. Desgraciadamente, el equipo se retiró al final de la temporada de 1986 y Newey recaló nuevamente en March, esta vez para trabajar como diseñador jefe en el equipo de Fórmula 1.
Newey llegó a la Fórmula 1 en un período en el que la aerodinámica carecía de mayor importancia en el diseño de vehículos, de tal forma que aún quedaba mucho por innovar. El diseño de 1988 fue mucho más competitivo de lo esperado, llegando a liderar incluso algún gran premio. A pesar de ello, recibió críticas por prestar demasiada atención al aspecto aerodinámico en perjuicio de otras áreas del equipo. Con la evolución de March en Leyton House, Newey ascendió a director técnico. Aun teniendo probablemente al mejor diseñador del momento, los resultados del equipo no fueron todo lo buenos que cabría esperar y Newey fue despedido a mediados de 1990, si bien no tardó en encontrar otro empleo.

## El dominio de los años 1990
En 1990, el equipo Williams F1 era una escudería con un indudable ascenso y el director técnico, Patrick Head, no pensó dos veces en contratarle. Con un presupuesto mucho mayor y más recursos a su disposición, Newey y Head se convirtieron rápidamente en la asociación de diseño dominante de principios de los 90. En 1991, el chasis FW14 de Newey alcanzó en características al hasta entonces dominante McLaren, y sólo algunos problemas de fiabilidad y la maestría de Ayrton Senna impidieron que Nigel Mansell se hiciera con el título.
En 1992 no hubo grandes problemas, y con un dominio sólo repetido años después en la era Ferrari-Schumacher, Mansell logró el título mundial y Newey ganó su primer título de constructores. En 1993 consiguió el primer y tercer puesto, esta vez con Alain Prost y Damon Hill al volante del FW15, y su segundo título de constructores.
El rendimiento bajó un cierto grado en 1994 y el equipo Benetton consiguió alcanzar a Williams en rapidez y fiabilidad. Unido a ello, en el Gran Premio de San Marino de 1994 ocurrió el fatal accidente de Ayrton Senna, el cual había sido contratado aquel mismo año. Una mejor segunda parte del campeonato, unida a la suspensión de Schumacher, hicieron que Williams lograra el tercer título consecutivo de constructores, a pesar de no lograr el título de pilotos. Sin embargo, la situación de Newey en el equipo comenzó a ser algo distante.
Preparado una vez más para ser director técnico de equipo, pero bloqueado por el puesto de Head, Newey abandonó Williams a principios de 1997, después de otra brillante temporada en la que Damon Hill y Jacques Villeneuve dominaron la competición, legando el diseño del coche del año 1997, el FW18, con el que Jacques Villeneuve ganaría el campeonato mundial al en aquel entonces bicampeón mundial, Michael Schumacher.

## La época de McLaren

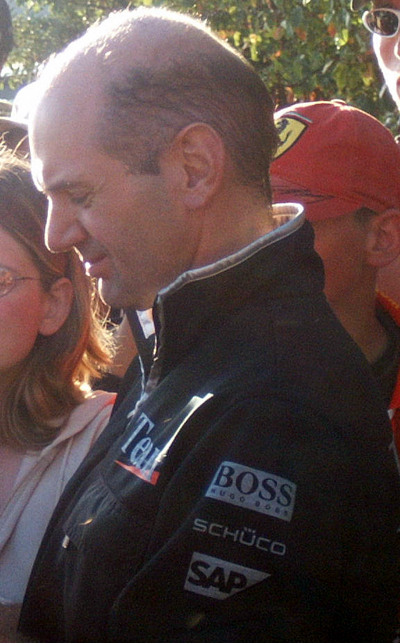
Newey durante su etapa en McLaren.

Newey se marchó a McLaren, donde tuvo que dedicar esfuerzos al diseño del monoplaza del año siguiente al tiempo que también mejoraba el diseño de Neil Oatley del coche de 1997. El resultado de la llegada de Newey fue un gran final de campaña del equipo McLaren, con un doblete de Mika Häkkinen y David Coulthard en el Gran Premio de Europa, última carrera del año, sobre Jacques Villeneuve, tercero en la carrera. La aparición estelar al año siguiente del McLaren MP4/13, lo convirtió en el rival a batir. Häkkinen ganó los títulos de 1998 y 1999 y estuvo cerca de repetir una vez más en 2000. A finales de los años 1990, los diseños de Newey habían significado seis de los últimos ocho títulos de constructores y 75 victorias. Poco hacía presagiar que en los cinco años siguientes, sus coches sólo lograrían 25 victorias y ningún título.
En verano de 2001, el ya retirado Bobby Rahal y por aquel entonces asesor de la escudería Jaguar Racing, intentó contratar a Newey, pero finalmente no se alcanzó el acuerdo entre ambas partes y Ron Dennis persuadió a Newey para quedarse. Hubo unos cuantos rumores sobre su marcha en aquel momento, y sobre su mala relación con Dennis, hasta que en 2005 el famoso diseñador finalizó contrato con la escudería británica.

## Red Bull Racing

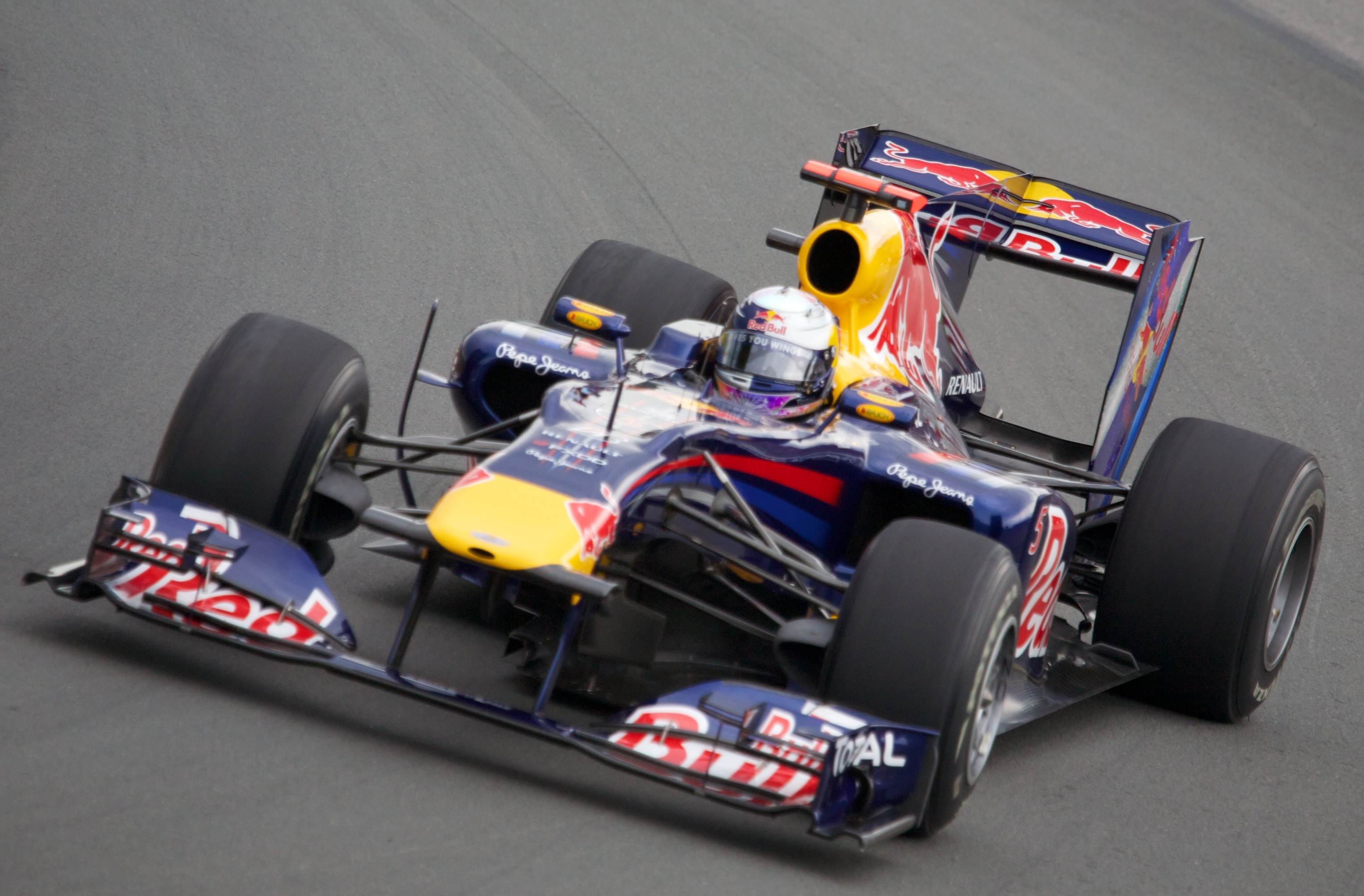
El Red Bull RB6 pilotado por Sebastian Vettel en el Gran Premio de Canadá de 2010.

El equipo Red Bull Racing anunció el 8 de noviembre de 2005 que Newey formaría parte del mismo en la temporada 2006, donde coincidiría con el piloto David Coulthard, con el que ya trabajó en Williams y McLaren. Aunque Newey no trabajó en el diseño del monoplaza utilizado en 2006, sí que intervino en el de 2007 y 2008. Sus resultados no llamaron mucho la atención en estos primeros años, pero cabe recordar que el Toro Rosso STR3 que ganó en el Gran Premio de Italia de 2008 era prácticamente un calco del Red Bull RB4, aunque equipado con un motor Ferrari más potente que el propulsor Renault.
En 2009, diseñó uno de los mejores monoplazas y gracias a ello, Sebastian Vettel y Mark Webber consiguieron las primeras victorias para la escudería de las bebidas energéticas, quedando subcampeones tras Brawn GP. En la temporada 2010, el monoplaza Red Bull RB6 fue el mejor de toda la parrilla, consiguiendo la mayoría de las poles y un gran número de victorias, por lo que consiguió el título de Constructores en el Gran Premio de Brasil de 2010, y una semana después, en la última carrera de la temporada en Abu Dhabi, Vettel conquistó el título mundial de Pilotos con el RB6. Al año siguiente, diseñó un RB7 notablemente superior a los demás, consiguiendo una gran cantidad de poles y victorias, haciendo que, finalmente, Sebastian Vettel se convirtiera en el bicampeón más joven en la historia de la Fórmula 1, superando a Fernando Alonso, y ganando también con gran autoridad el campeonato de constructores. Al nuevo diseño de Newey para 2012, el Red Bull RB8, se le presentó mucha más competencia que en el pasado año, pero en la última parte de la temporada lograron consolidarse y lograr el tercer campeonato de constructores del equipo en el Gran Premio de los Estados Unidos y finalmente el tercer campeonato de pilotos para Sebastian Vettel logrado en la última carrera de la temporada en Brasil. El 27 de octubre de 2013 consigue ganar un nuevo Campeonato Mundial de Constructores con el RB9 y Sebastian Vettel su cuarto campeonato mundial de pilotos, en el Gran Premio de la India en el Circuito Internacional de Buddh.
El 8 de junio de 2014 renueva su contrato con la escudería, aunque pasará a asumir un papel menos relevante en el diseño de los coches a partir del próximo año. El 24 de agosto de ese mismo año, Red Bull obtuvo su 50.ª victoria; y al mismo tiempo, Newey sumó su 150.º triunfo con una de sus creaciones. Luego de dejar de participar directamente en el diseño de los autos, la escudería perdió dominancia.

## Aston Martin
El 10 de septiembre de 2024, se hizo oficial su incorporación a la escudería Aston Martin F1 Team a partir del primer trimestre de 2025.